# Marnhagues-et-Latour
Marnhagues-et-Latour är en kommun i departementet Aveyron i regionen Occitanien i södra Frankrike. Kommunen ligger  i kantonen Cornus som ligger i arrondissementet Millau. År 2022 hade Marnhagues-et-Latour 144 invånare.

## Befolkningsutveckling
Antalet invånare i kommunen Marnhagues-et-Latour
Referens: INSEE